# 무카이 하야테
무카이 하야테(일본어: 向井 颯, 2003년 10월 1일~)는 일본의 축구 선수이다.

## 구단 경력
그는 2022년 J3리그의 후쿠시마 유나이티드 FC에 입단했고, 2년동안 팀에서 뛰었다. 2024년 일본 지역 리그의 FC 가리야로 이적했다. 2025년 J1리그의 아르테리보 와카야마로 이적했다.